# Carl Rosenbaum
Carl Rosenbaum, född 22 oktober 1883 i Stockholm, död 16 mars 1965 i Kusta i Vallentuna församling, var en svensk affärsman och skulptör.
Han var från 1911 gift med Irma Wilhelmina Pettersson. Rosenbaum var verksam som direktör inom bilbranschen, bland annat med Sveriges första taxirörelse med bilar. Vid sidan av sitt arbete utövade han ett konstnärskap som skulptör, utbildad i Paris i början av 1900-talet. Han medverkade i Baltiska utställningen i Malmö 1914 och samlingsutställningar arrangerade av Sveriges allmänna konstförening. Hans konst består av mindre skulpturer med djur och gestalter i rörelse. Han signerade sina föremål med Carl Ro.